# Системообразующее предприятие
Системообразу́ющее предприя́тие — предприятие, продукция или услуги которого важны для жизнеобеспечения той или иной территории либо функционирования той или иной отрасли либо социально-экономической системы региона. В оборонно-промышленном комплексе синонимом понятия «системообразующее предприятие» является «стратегическое предприятие».

## Описание
Различают системообразующие предприятия определённого населенного пункта, территориальной единицы региона, самого региона, а также страны.
Например, основные системообразующие предприятия металлургической отрасли Южного федерального округа, расположенные в Волгоградской и Ростовской областях, специализируются на производстве бесшовных труб для нефтегазовой, химической, нефтехимической промышленности, автомобилестроения, машиностроения и теплоэнергетики, а также электросварных труб большого диаметра, используемых при строительстве магистральных газо- и нефтепроводов.

## Россия
Список системообразующих предприятий был впервые составлен в России в 2008 году, когда во время Мирового экономического кризиса десятки крупных компаний из-за финансового кризиса лишились кредитных ресурсов, и государству пришлось задуматься об их спасении.
В Российской Федерации на конец 2008 года (когда термин «системообразующее предприятие» был введён в законодательство) к таковым относили предприятия с годовым объёмом выручки не меньше 15 миллиардов рублей и числом сотрудников более 4 тысяч (основные требования); кроме того, к системообразующим предприятиям были отнесены градообразующие компании и крупные экспортеры. На 2015 год предприятие-кандидат на включение в список должно было удовлетворять нижеперечисленным качественным и количественным критериям (всем количественным и хотя бы одному из качественных).
Качественные критерии:
- наличие технологического потенциала (перспективные и уникальные технологии, включённые в Перечень технологий, имеющих важное социально-экономическое значение или важное значение для обороны страны и безопасности государства (критические технологии), утверждённый распоряжением Правительства Российской Федерации от 25 августа 2008 г. № 1243-р);
- влияние на социальную стабильность (сохранение рабочих мест и недопущение массовой единовременной безработицы);
- значимость для сохранения инфраструктуры и производственных цепочек;
- участие в реализации перспективных инвестиционных проектов;
- выполнение международных обязательств и договоров.

Количественные критерии:
- годовая выручка по итогам 2014 года — не менее 10 млрд рублей (в сельском хозяйстве — не менее 4 млрд рублей);
- размер налоговых отчислений за последние 3 года в бюджеты всех уровней — не менее 5 млрд рублей (в сельском хозяйстве — не менее 2 млрд рублей);
- численность персонала — не менее 4 тыс. человек (в сельском хозяйстве — не менее 1,5 тыс. человек).